# دهوک نگیال
دهوک نگیال (به انگلیسی: Dhok Nagyal) یک روستا در پاکستان است که در پنجاب واقع شده‌است.